# Przemysław Wasilkowski
Przemysław Wasilkowski – polski aktor telewizyjny i teatralny.

## Życiorys
Absolwent Łódzkiej Państwowej Wyższej Szkoły Teatralnej. W latach 1994–1999 pracował w Workcenter of Jerzy Grotowski and Thomas Richards w Pontederze. Pracował również na PWSFTviT w Łodzi, jako asystent Michała Pawlickiego. W 2018 roku uzyskał stopień doktora sztuk teatralnych, na podstawie rozprawy Per speculum in aenigmate. Proces odzwierciedlania nieznanego Ja w aktorskim akcie wykonawczym spektaklu "SAM".

## Spektakle teatralne
- 1992: Romeo i Julia (reż. Piotr Bogusław Jędrzejczak) – Baltazar (premiera 27 marca 1992)
- 1992: Miłość i gniew (reż. Krzysztof Kolberger) – Cliff Lewis (premiera 23 listopada 1992)
- 1993: Ryszard III (reż. Maciej Prus) – Towarzysz Richmonda (premiera 9 października 1993)
- 2000: Balladyna (reż. Rafał Sabara) (premiera 25 marca 2000)
- 2001: Lament Doctoris Fausti (reż. i scenariusz on sam) – Adrian Leverkuhn (premiera 16 listopada 2001)
- 2002: Lament Doctoris Fausti (adaptacja i reż. on sam) (premiera 26 marca 2002)
- 2003: Mistrz i Małgorzata (reż. Andrzej Marczewski) – Woland (występ gościnny) (premiera 14 listopada 2003)
- 2004: Na szczytach rozpaczy (reż. Marcin Jarnuszkiewicz) – Młody (premiera 12 marca 2004)
- 2006: Termopile polskie (reż. Andrzej Marczewski) – Stanisław August Poniatowski (występ gościnny oraz odpowiadanie za ruch sceniczny) (premiera 25 marca 2006)
- 2007: Wesele (reż. Ryszard Peryt) – Dziennikarz-Nos (gościnnie) (premiera 24 marca 2007)
- 2007: Tańcząc Sarę Kane (reż. Sławomir Krawczyński) (premiera 13 grudnia 2007)
- 2009: Zagraj to jeszcze raz, Sam (reż. Grzegorz Kempinsky) – Bogart (występ gościnny) (premiera 18 grudnia 2009)
- 2011: Artaud. Sobowtór i jego teatr (reż. Paweł Passini) – Antonin Artaud (premiera 19 maja 2011)
- 2012: Słownik chazarski. Dzieci Snów (reż. Paweł Passini oraz on sam jako asystent reżysera) (premiera 11 lutego 2012)
- 2012: Tragedie antyczne (reż. Paweł Passini oraz on sam jako asystent reżysera) 5 ról: Menelaos/Klitajmestra/Elektra//Dionizos/Bóg (premiera 11 maja 2012)
- 2014: Stany szoku (reż. on sam) – Pułkownik (premiera 20 września 2014)
- 2015: SAM (reż,adaptacja i scenariusz on sam) (premiera 20 września 2015)
- 2018: Życie przecięte (reż. Andrzej Marczewski) (premiera 8 marca 2018)
- 2019: Studium o Hamlecie (reż. on sam) (premiera 14 czerwca 2019)[3]

## Filmografia
- 1993: Stopa – statua
- 1999: Rysa – napastnik
- 1999: Rozkosze niedzielne
- 2006: Pomiędzy – Mateusz
- 2007: Plebania – menel (odc. 936)
- 2007: Dwie strony medalu – mężczyzna (odc.91)
- 2008: Darek
- 2010: Ojciec Mateusz (odc.45)
- 2013: Siewba – fenomen XX wieku – Jan Piliński Adamowicz
- 2014: Prawo Agaty – gliniarz (odc.55)
- 2017: Widma
- 2017: Belle Epoque – (odc.6)
- 2018 – 2020: Korona Królów – Konopka (odc.34-35)
- 2020: Archiwista – dziennikarz (odc.3)
- 2021: Żeby nie było śladów – funkcjonariusz ZOMO
- 2021: Leśniczówka – fałszywy policjant (odc.344, 345)

## Audycje radiowe
- 2011: Burmistrz (reż. Małgorzata Sikorska-Miszczuk) – Burmistrz Nowego Jorku (premiera 19 czerwca 2011)[3]

## Nagrody
- 2006: Olsztyn – Nagroda za spektakl "HCW Projekt" w ogólnopolskim konkursie teatralnym zorganizowanym przez Telewizję Polską
- 2016: Ostrów Wielkopolski – XVIII Ogólnopolski Festiwal Teatrów Niezależnych – nagroda aktorska za monodram "Sam"[3]